# 周慧敏音樂作品列表
本音樂作品列表為歌手周慧敏的音樂專輯發行列表及派台單曲成績等資訊。

## 唱片
| 發行年份 | 專輯                                                                      | 曲目 |
| 1988     | Vivian Chow - 第一張粵語專輯 - 唱片公司：藝視唱片                         | 曲目 1. 創造未來 2. 不變的心 3. 被動者(與溫兆倫的午夜行動，改編自石川秀美同一日文作品) 4. 台下女主角 |
| 1990     | Vivian - 第二張粵語專輯 - 唱片公司：藝視唱片                              | 曲目 1. 不羈女神 2. 舊情人 3. 在這遙遠的地方 4. 不再衝動 5. 不變的謊言 6. 人間有緣 7. 星河(與汪明荃的迷人Pink Lady，改自小泉今日子同一日文作品) 8. 詛咒 9. 讓我知道 10. 情感的結 11. 創造未來 12. 不變的心 13. 被動者 14. 台下女主角 |
| 1990     | 情迷 - 第三張粵語專輯 - 唱片公司：藝視唱片                                | 曲目 1. 情迷 2. 鋼線之舞 3. 借歪 4. 可知我想他 5. 有你明白我 6. Shut Up 7. 留我一聲 8. 一點情狂 9. 飛越瘋人院 10. 鏡上的唇印 |
| 1991     | A Long & Lasting Love - 第四張粵語專輯 - 唱片公司：寶麗金唱片             | 曲目 1. 天荒愛未老 2. 真愛在明天 -周慧敏、黎明合唱 3. 痴戀 4. 心裡的對象 5. 野性的心 6. 等這一段情 7. 情到最後 8. 藍調怨曲 9. 誰能像我癡 10. 千個晨早                                                                                |
| 1992     | Endless Dream - 第五張粵語專輯 - 唱片公司：寶麗金唱片                     | 曲目 1. 公開我的愛 2. 歲月的童話 3. 愛你多過愛他 4. 怎可以沒有感情 5. 動人黃昏 6. 擁抱吧 7. 如果你知我苦衷 8. 情本在意 9. 情歸何處 10. 風花煙雨間                                                                                    |
| 1993     | 冬日浪漫（台灣版：浪漫） - 第六張粵語專輯 - 唱片公司：寶麗金唱片          | 曲目 1. 浪漫 2. 夜綿綿 3. 自作多情 4. 孤單的心痛 5. 阿瑪遜河 6. 註定的結局 7. 錯 8. 忘記一個你 9. INVITE ME TO DANCE 10. 多一點，多一遍 11. 浪漫(Mood Music)                                                                         |
| 1993     | 最愛 - 第七張粵語專輯 - 唱片公司：寶麗金唱片                              | 曲目 1. 自動自覺 2. 最愛 3. 付出許多的愛情 4. 別望著我離開 5. 對不起,親愛的 6. 你還記得從前嗎 7. (為何)偷偷摸摸 8. 夢裡伊人 9. 悲哀搖擺 10. 一個人在途上 11. 留住秋色 - 周慧敏、張學友合唱                                           |
| 1993     | 自動自覺 - 第八張粵語專輯 - 唱片公司：寶麗金唱片                          | 曲目 1. 自動自覺(Erotic Mix) 2. 自作多情 3. 天荒愛未老 4. 愛你多過愛他 |
| 1994     | 成長 - 第九張粵語專輯 - 唱片公司：寶麗金唱片                              | 曲目 1. 成長 2. 感情的分禮 3. 異國的下午 4. 留戀 5. 情人夢都市 6. 其實那個不是我 7. 沒愛一身輕 8. 心軟 9. 愛到最後 - 周慧敏、黎明合唱 10. 雨天......(的來電) 11. 愛的成長                                                            |
| 1994     | 感情的分禮 - 第十張粵語專輯 - 唱片公司：寶麗金唱片                        | 曲目 1. 感情的分禮〈Remix〉 2. 付出許多的愛情 3. 註定的結局 4. 留住秋色 - 周慧敏、張學友合唱 |
| 1994     | 紅葉落索的時候…… - 第十一張粵語專輯 - 唱片公司：寶麗金唱片                | 曲目 1. 紅葉落索的時候 2. 假裝 3. 思念的夜空 4. 平凡人的夢 5. 送給季節 6. 天使的情人 7. 你最愛是你 8. 千色派對 9. 鏡中的怨女 10. 只等這一季                                                                                          |
| 1994     | 假裝 - 第十二張粵語專輯 - 唱片公司：寶麗金唱片                            | 曲目 1. 假裝〈Cha Cha Mix 60's Version〉 2. 只等這一季 3. 離開憂鬱的習慣 4. 最愛 |
| 1995     | 多一點愛戀 - 第十三張粵語專輯 - 唱片公司：寶麗金唱片                      | 曲目 1. 新相識舊情人 2. 要你喜歡我 3. 花雨煙雲 4. 多一點愛戀 5. 會錯意 6. 喜歡一個 7. 留住有情人 8. 失控 9. 男人心 - 周慧敏、關淑怡合唱 10. 情深到未來 11. 童年來探我 12. 知己〈廣東版〉 - 周慧敏、邰正宵合唱                        |
| 1995     | 要你喜歡我 - 第十四張粵語專輯 - 唱片公司：寶麗金唱片                      | 曲目 1. 要你喜歡我〈Remix〉 2. 會錯意〈Remix〉 3. 思念的夜空 4. 只等這一季 |
| 1996     | 熱·敏 - 第十五張粵語專輯 - 唱片公司：寶麗金唱片                           | 曲目 1. 私奔 2. 也許應該分手了 3. 出嫁的清晨 4. C'est la vie 5. 情不必擁有 6. 每一次遠行 7. 古老病態 8. 為你 9. Am I really in love 10. 稀客                                                                                         |
| 2011     | 盆栽 - 第十六張粵語專輯 - 唱片公司：星娛樂                                | 曲目 CD 1. 盆栽 2. 無雙譜 3. 有您美麗太多 4. 放下的力量 DVD 1. 盆栽 2. 無雙譜 3. 有您美麗太多 4. 放下的力量 |
| 2014     | HIM - 第十七張粵語專輯（粵語、國語、英語混合專輯） - 唱片公司：音樂家唱片 | 曲目 1. 肋骨 2. A Love Like This（英） 3. 天家 4. 天盡頭 5. 美麗（國） 6. 石頭雨 7. 伯拉河 8. 咖啡在等一個人（國） 9. 依靠（國） 10. 回轉（國）                                                                                      |

| 發行年份 | 專輯                                                 | 曲目 |
| 1992     | 流言 - 第一張國語專輯 - 唱片公司：福茂唱片           | 曲目 1. 流言 - 周慧敏、林隆璇合唱 4:06 2. 近情情怯 4:20 3. 從情人變成朋友 4:13 4. 失眠 4:19 5. 年月天夜 2:39 6. 交換心事 4:22 7. 疑問句 3:13 8. 跟愛情說聲再見 4:17 9. 新娘的眼淚 4:30 10. 講不出嘴 2:51                          |
| 1993     | 盡在不言中 - 第二張國語專輯 - 唱片公司：福茂唱片     | 曲目 1. 盡在不言中 4:14 2. 感激 4:32 3. 愛你的話不必多說 4:17 4. 你是真的愛我嗎 5:03 5. 等一次真心 4:48 6. 一顆心只能愛一回 5:10 7. 還我一個不怕黑的夜 4:58 8. 有話的心 4:37 9. 愛得剛好 4:13 10. 最怕唱起這首歌 5:57             |
| 1993     | 心事重重 - 第三張國語專輯 - 唱片公司：福茂唱片       | 曲目 1. 沒有人傻得像我 4:36 2. 心事重重 4:32 3. 當我愛上一個人 4:17 4. 愛你多年 4:31 5. 愛我所愛 4:23 6. 你的愛讓我想飛 5:14 7. 平凡 4:30 8. 點一杯回憶 4:07 9. 用眼神將我淹沒 4:00 10. 收回愛情逃進回憶 4:28                     |
| 1994     | 離開憂鬱的習慣 - 第四張國語專輯 - 唱片公司：福茂唱片 | 曲目 1. 離開憂鬱的習慣 4:26 2. I've never been to me 4:00 3. 看海 4:32 4. 看著我的眼 5:05 5. 陪在你身邊 4:34 6. Dancing in the night 4:59 7. 心動 4:54 8. 看不清那一個是真正的自己 3:49 9. 留些愛到明天愛我 4:43 10. OH!別說 4:14 |
| 1995     | 處處留情 - 第五張國語專輯 - 唱片公司：福茂唱片       | 曲目 1. 深情不露 4:21 2. 處處留情 4:30 3. 沒有你的春天 4:20 4. 把心叠上你的心 4:29 5. 全部 4:30 6. 保護 4:04 7. 這是我所願 4:21 8. 承認愛 4:40 9. 離開你好難 4:01 10. 現在擁抱我〈日〉 - 周慧敏、吉田榮作合唱 4:19                |
| 1996     | 時間 - 第六張國語專輯 - 唱片公司：福茂唱片           | 曲目 1. 時間 2. 最美的淚水 3. 心不在焉 4. 愛當真 5. 好女人 6. 你對我是認真的嗎 7. 全心全意 8. 品嚐 9. 是否你會說愛我 10. 有了愛                                                                                                   |

| 發行年份 | 專輯                                                   | 曲目 |
| 1995     | 眠れぬ夜 - 第一張日本語單曲 - 唱片公司：寶麗金唱片     | 曲目 1. 眠れぬ夜 2. 不相信愛情 3. 眠れぬ夜 (Karaoke) 4. 不相信愛情(Karaoke)                                      |
| 1997     | 逢いにゆきたいの - 第二張日本語單曲 - 唱片公司：TAURUS | 曲目 1. 逢いにゆきたいの 2. 別れの予感 3. 逢いにゆきたいの〈Original Karaoke〉 4. 別れの予感〈Original Karaoke〉 |

| 發行年份 | 專輯                                                             | 曲目 |
| 1995     | '94美的化身演唱會 - 第一張演唱會專輯 - 唱片公司：寶麗金唱片      | 曲目 Disc 1 1. Opening 2. Medly 3. 台下女主角 4. 如果你知我苦衷 5. 美少女戰士 - 周慧敏、王馨平、湯寶如合唱 6. Cartoon Medly 7. 沒有人傻得像我 8. 自作多情 9. 痴心換情深 10. 注定的結局 11. 最愛〈日〉 12. 可知我想他 Disc 2 1. 怎可以沒有感情 2. 心軟 3. 自動自覺 4. 阿瑪遜河 5. 感情的分禮 6. 愛你多過愛他 7. 只等這一季 8. 留戀 9. 假裝 10. 孤單的心痛 11. 天荒愛未老 12. 紅河村 |
| 2006     | Back For Love 2006演唱會 - 第二張演唱會專輯 - 唱片公司：華納唱片 | 曲目 Disc 1 1. Opening + 自作多情 2. 假裝 3. 戀曲Sha la la 4. 沒有人傻得我 (國) 5. 台下女主角 6. 孤單的心痛 7. Sometime when we touch [with 林子祥] 8. 歲月的童話 9. 鋼線之舞 10. 可知我想他 11. 情未了[with 黃凱芹] Disc 2 1. 時間 (國) 2. 最愛 3. 流言 [with 林隆旋] 4. Medley: 自動自覺/ 詛咒 5. 知己 (國) [with 邰正宵] 6. C'est la vie 7. 會錯意 8. 我願意 (國) 9. 遇見 (國) 10. 我真的受了傷 (國) [with 古巨基] Disc 3 1. 為你 2. 紅葉落絮的時候 3. 如果你知我苦衷 4. 感情的分禮 5. 紅河村 6. 留戀 7. 天荒愛未老 8. 貓狗篇 9. 倪匡vs倪震篇 10. 花絮篇 |
| 2012     | DEEP V 25週年演唱會 - 第三張演唱會專輯 - 唱片公司：星娛樂        | 曲目 DVD 1 1. 紅河村OPENING 2. 天荒愛未老 3. 孤單的心痛 4. 感情的分禮 5. 流言 (蘇永康合唱) 6. DANCE MEDLEY 1: 壞女孩 / 跳舞街 / 對你愛不完 / 自作心情 7. 此情只待追憶 (張敬軒合唱) 8. 秋櫻 9. 再見我的愛人 10. 紅葉落索的時候 DVD 2 1. 愛得太遲 (古巨基合唱) 2. DANCE MEDLEY 2: 假裝 / 自動自覺 / 詛咒 / 借歪 3. C'EST LA VIE 4. 情迷 5. 不要驚動愛情 (鄭秀文合唱) 6. CLASSIC LOVE MEDLEY: 歲月的童話 / 愛你多過愛他 / 鋼線之舞 7. 盆栽 8. 台下女主角 DVD 3 1. 美少女戰士 2. 最愛 (柏原芳惠合唱) 3. 如果你知我苦衷 4. 留戀 5. 最愛 6. 為你 7. 天荒愛未老 BONUS TRACK: 1. 萬千寵愛在一身 (李克勤合唱) 2. 流言 (張敬軒合唱) 3. 最愛 (柏原芳惠主唱/周慧敏伴奏) 4. 儘管是春天 (柏原芳惠合唱) |

### 精選專輯
| 發行年份 | 專輯                                                                  | 曲目 |
| 1992     | 真情精選 - 第一張精選專輯 - 唱片公司：藝視唱片                        | 曲目 1. 在這遙遠的地方 4:43 2. 舊情人 4:34 3. 台下女主角 3:46 4. 有你明白我 4:49 5. 星河 3:44 6. 借歪 4:33 7. 鋼線之舞 3:44 8. 不羈女神 4:02 9. 可知我想他 4:52 10. SHUT UP 4:29 11. 一點情狂 5:02 12. 詛咒 4:35 13. 不再衝動 3:35 14. 情迷 4:44 |
| 1993     | 新曲+精選（日本版：純愛傳說） - 第二張精選專輯 - 唱片公司：寶麗金唱片 | 曲目 1. 戀曲Sha la la 2. 痴心換情深 3. 如果你知我苦衷 4. 天荒愛未老 5. 孤單的心痛< 6. 真愛在明天 - 周慧敏、黎明合唱 7. 愛你多過愛他 8. 自動自覺〈Erotic Mix〉 9. 最愛〈Piano Version〉 10. 阿瑪遜河 11. 流言 - 周慧敏、林隆璇合唱 12. 情未了 - 周慧敏、黃凱芹合唱 13. 自作多情 |
| 1995     | 情迷心竅 - 第三張精選專輯 - 唱片公司：寶麗金唱片                      | 曲目 1. 紅顏知己 2. 敏感夜 3. 情迷心竅 4. 失眠之夜〈日〉 5. 現在擁抱我〈日〉 - 周慧敏、吉田榮作合唱 6. 要你喜歡我 7. 紅葉落索的時候 8. 知己〈國〉 - 周慧敏、邰正宵合唱 9. 會錯意 10. 感情的分禮 11. 留戀 12. 只等這一季 13. 離開憂鬱的習慣 14. 假裝 15. 處處留情 16. 心軟 |
| 1996     | 寶麗金88極品音色系列 - 第四張精選專輯 - 唱片公司：寶麗金唱片          | 曲目 1. 敏感夜 3:31 2. 如果你知我苦衷 4:21 3. 天荒愛未老 3:14 4. 自作多情 5:19 5. 孤單的心痛 4:04 6. 愛你多過愛他 4:02 7. 只等這一季 4:45 8. 留戀 4:59 9. 紅葉落索的時候 4:33 10. 痴心換情深 4:18 11. 自動自覺 4:04 12. 保護 4:06 13. 最愛 4:25 14. 假裝 3:41 15. 會錯意 3:51 16. 要你喜歡我 4:23 17. 情未了 - 周慧敏、黃凱芹合唱 4:24 |
| 1996     | 周慧敏的敏感地帶 - 第五張精選專輯 - 唱片公司：福茂唱片                | 曲目 1. 流言 - 周慧敏、林隆璇合唱 2. 盡在不言中 3. 心事重重 4. 沒有人傻得像我 5. 處處留情 6. 保護 7. 留住秋色 - 周慧敏、張學友合唱 8. 最美的淚水 9. 感激 10. 離開憂鬱的習慣 11. 近情情怯 12. 從情人變成朋友 13. I've never been to me 14. 真愛在明天 - 周慧敏、黎明合唱 |
| 1997     | 回憶從今天開始 - 第六張精選專輯 - 唱片公司：寶麗金唱片                | 曲目 1. 男女之間 2. I've never been to me 3. Sometimes when we touch - 周慧敏、邰正宵合唱 4. C'est la vie 5. 自作多情 6. 最愛 7. 流言 8. 愛當真 9. 如果你知我苦衷 10. 知己 11. 離開憂鬱的習慣 12. 現在擁抱我 13. 孤單的心痛 14. 紅葉落索的時候 15. 天荒愛未老 16. 逢いにゆきたいの |
| 1998     | 萬千寵愛三十首 - 第七張精選專輯 - 唱片公司：寶麗金唱片                | 曲目 Disc 1 1. C'est la vie 2. 出嫁的清晨 3. 也許應該分手了 4. 只等這一季 5. 紅葉落索的時侯 6. 知己〈粵〉 - 周慧敏、邰正宵合唱 7. 會錯意 8. 紅顏知己 9. 要你喜歡我 10. 假裝 11. 感情的分禮 12. 留戀 13. 愛到最後 - 周慧敏、黎明合唱 14. 自動自覺 15. 動人黃昏 Disc 2 1. 天荒愛未老 2. 出嫁的清晨 3. 如果你知我苦衷 4. 孤單的心痛 5. 自作多情 6. 冬日浪漫 7. 真愛在明天 - 周慧敏、黎明合唱 8. 愛你多過愛他 9. 流言 - 周慧敏、林隆璇合唱 10. 戀曲Sha la la 11. 痴心換情深 12. 情未了 - 周慧敏、黃凱芹合唱 13. 付出許多的愛情 14. 怎可以沒有感情 15. 萬千寵愛在一身 - 周慧敏、李克勤合唱 |
| 1999     | 一個美麗的傳說 - 第八張精選專輯 - 唱片公司：環球唱片                  | 曲目 CD 1. 孤單的心痛 2. 如果你知我苦衷 3. 自作多情 4. 萬千寵愛在一身 - 周慧敏、李克勤合唱 5. 天荒愛未老 6. 戀曲SHA LA LA 7. 自動自覺 8. 假裝 9. 流言 - 周慧敏、林隆璇合唱 10. 紅葉落索的時候 11. 愛你多過愛他 12. 要你喜歡我 13. 情未了 - 周慧敏、黃凱芹合唱 14. 只等這一季 15. 新相識 舊情人 16. 最愛〈Piano Version〉 DVD 1. 最愛 2. C'est la vie 3. 為你 4. 出嫁的清晨 5. 紅葉落索的時候 6. 假裝 7. 感情的分禮 8. 痴心換情深 9. 自作多情 10. 自動自覺 11. 會錯意 12. 天荒愛未老 13. 愛你多過愛他 14. 如果你知我苦衷 15. 流言 - 周慧敏、林隆璇合唱 |
| 2000     | 環球2000超巨星系列 - 周慧敏 - 第九張精選專輯 - 唱片公司：環球唱片     | 曲目 1. 最愛 2. 出嫁的清晨 3. 如果你知我苦衷 4. 感情的分禮 5. 癡心換情深 6. C'EST LA VIE 7. 盡在不言中 8. 離開憂鬱的習慣 9. 會錯意 10. 心軟 11. 留戀 12. 處處留情（國語） 13. 從情人變成朋友 14. 失控 15. 多一點愛戀 16. 留住有情人 |
| 2001     | 真經典 - 第十張精選專輯 - 唱片公司：環球唱片                          | 曲目 1. 最愛 2. 孤單的心痛 3. 真愛在明天 - 周慧敏、黎明合唱 4. 會錯意 5. 知己〈粵〉 - 周慧敏、邰正宵合唱 6. 痴心換情深 7. 流言 - 周慧敏、林隆璇合唱 8. 如果你知我苦衷 9. 自作多情 10. 天荒愛未老 11. 萬千寵愛在一身 - 周慧敏、李克勤合唱 12. 感情的分禮 13. 男女之間 14. 男人心 - 周慧敏、關淑怡合唱 15. 情未了 - 周慧敏、黃凱芹合唱 16. 紅葉落索的時候 |
| 2002     | 失物招領：周慧敏精選 - 第十一張精選專輯 - 唱片公司：福茂唱片          | 曲目 CD 1 1. 盡在不言中 2. 流言 - 周慧敏、林隆璇合唱 3. 感激 4. 心事重重 5. 離開憂鬱的習慣 6. 知己 - 周慧敏、邰正宵合唱 7. 從情人變成朋友 8. 看著我的眼 9. 沒有人傻得像我 10. 愛你多年 CD 2 1. 處處留情 2. 保護 3. 你對我是認真的嗎 4. 最美麗的淚水 5. 時間 6. Dancing in the night 7. 一顆心只能愛一回 8. 你的愛讓我想飛 9. 深情不露 10. 全心全意 |
| 2003     | 環球DSD視聽之王 - 周慧敏 - 第十二張精選專輯 - 唱片公司：環球唱片      | 曲目 CD1 1. 天荒愛未老 2. 孤單的心痛 3. 情未了 - 周慧敏、黃凱芹合唱 4. 萬千寵愛在一身 - 周慧敏、李克勤合唱 5. 男女之間 6. 男人心 - 周慧敏、關淑怡合唱 7. 出嫁的清晨 8. 如果你知我苦衷 9. 感情的分禮 10. 痴心換情深 11. 留戀 12. 也許應該分手了 13. 動人黃昏 14. 冬日浪漫 15. 怎可以沒有感情 16. 留住有情人 CD2 1. 天荒愛未老 2. 孤單的心痛 3. 情未了 - 周慧敏、黃凱芹合唱 4. 如果你知我苦衷 5. 感情的分禮 |
| 2006     | Back for You - 第十三張精選專輯 - 唱片公司：環球唱片                  | 曲目 CD1 1. 台下女主角 2. 在這遙遠的地方 3. 人間有緣 4. 星河 5. 情迷 6. 鋼線之舞 7. 可知我想他 8. 天荒愛未老 9. 真愛在明天 - 周慧敏、黎明合唱 10. 千個晨早 11. 歲月的童話 12. 愛你多過愛他 13. 怎可以沒有感情 14. 動人黃昏 15. 如果你知我苦衷 16. 流言 - 周慧敏、林隆璇合唱 CD2 1. 自作多情 2. 孤單的心痛 3. 阿瑪遜河 4. 注定的結局 5. 會錯意 6. 只等這一季 7. 盡在不言中 8. 自動自覺〈Erotic Mix〉 9. 最愛 10. 感情的分禮 11. 留戀 12. 心軟 13. 戀曲Sha la la 14. 痴心換情深 15. 假裝〈Cha Cha Mix 60's Version 16. 離開憂鬱的習慣 CD3 1. 紅葉落索的時候 2. I've Never Been To Me 3. 知己 - 周慧敏、邰正宵合唱 4. 情未了 - 周慧敏、黃凱芹合唱 5. 萬千寵愛在一身 - 周慧敏、李克勤合唱 6. 要你喜歡我 7. 留住有情人 8. 男人心 - 周慧敏、關淑怡合唱 9. 敏感夜 10. 現在抱緊你〈日〉 - 周慧敏、吉田榮作合唱 11. 也許應該分手了 12. 出嫁的清晨 13. C'est La Vie 14. 時間 15. Sometimes When We Touch - 周慧敏、邰正宵合唱 16. 想去見你〈日〉 DVD 1. 天荒愛未老 2. 如果你知我苦衷 3. 流言 - 周慧敏、林隆璇合唱 4. 孤單的心痛 5. 最愛 6. 感情的分禮 7. 留戀 8. 紅葉落索的時候 9. 為你 10. 時間 |

## 派台歌曲成績
| 派台歌曲四台上榜最高位置 | 派台歌曲四台上榜最高位置 | 派台歌曲四台上榜最高位置 | 派台歌曲四台上榜最高位置 | 派台歌曲四台上榜最高位置 | 派台歌曲四台上榜最高位置 | 派台歌曲四台上榜最高位置                                                                 |
| ------------------------ | ------------------------ | ------------------------ | ------------------------ | ------------------------ | ------------------------ | ---------------------------------------------------------------------------------------- |
| 唱片                     | 歌曲                     | 903                      | RTHK                     | 997                      | TVB                      | 備註                                                                                     |
| 1988年                   |                          |                          |                          |                          |                          |                                                                                          |
| Vivian Chow              | 台下女主角               | 10                       | 3                        |                          | 9                        |                                                                                          |
| 1989年                   |                          |                          |                          |                          |                          |                                                                                          |
| Vivian Chow              | 創造未來                 | -                        | /                        |                          | -                        | OT：小泉今日子 ~ 木枯らしに吹かれて                                                      |
| Vivian Chow              | 被動者                   | -                        | /                        |                          | -                        | OT：石川秀美 ~ 危ないボディ・ビート 同曲曲目：溫兆倫 ~ 午夜行動                          |
| 1990年                   |                          |                          |                          |                          |                          |                                                                                          |
| Vivian                   | 詛咒                     | 6                        | /                        |                          | /                        | OT：Paula Abdul（页面存档备份，存于） ~ Knock Out 同曲曲目：Echo ~ 深呼吸                |
| Vivian                   | 在這遙遠的地方           | 6                        | 1                        |                          | /                        |                                                                                          |
| Vivian                   | 不再衝動                 | -                        | /                        |                          | /                        |                                                                                          |
| 情迷                     | 借歪                     | 7                        | /                        |                          | /                        |                                                                                          |
| 情迷                     | 情迷                     | -                        | -                        |                          | /                        | OT：Skeeter Davis （页面存档备份，存于） ~ The End of the World                          |
| 情迷                     | 可知我想他               | 21                       | -                        |                          | /                        |                                                                                          |
| 1991年                   |                          |                          |                          |                          |                          |                                                                                          |
| 妳最喜歡的歌             | 情未了                   | 12                       | 15                       |                          | /                        | 與黃凱芹合唱                                                                             |
| A Long & Lasting Love    | 天荒愛未老               | 8                        | 1                        |                          | 1                        | OT：Jane Olivor （页面存档备份，存于） ~ A Long And Lasting Love 同曲曲目：鄭秀文 ~ 幻滅 |
| A Long & Lasting Love    | 千個晨早                 | -                        | -                        |                          | -                        | OT：杏里 ~ All of You                                                                    |
| 1992年                   |                          |                          |                          |                          |                          |                                                                                          |
| Endless Dream            | 如果你知我苦衷           | 8                        | /                        |                          | /                        |                                                                                          |
| Endless Dream            | 愛你多過愛他             | 7                        | 12                       |                          | 7                        |                                                                                          |
| Endless Dream            | 擁抱吧                   | /                        | -                        |                          | /                        |                                                                                          |
| Endless Dream            | 怎可以沒有感情           | /                        | -                        |                          | /                        | OT：Lisa Nilsson（页面存档备份，存于） ~ Whole Wide World                                |
| Endless Dream            | 動人黃昏                 | /                        | -                        |                          | /                        |                                                                                          |
| 紅日                     | 萬千寵愛在一身           | /                        | -                        |                          | /                        | 與李克勤合唱                                                                             |
| 冬日浪漫                 | 孤單的心痛               | 17                       | -                        |                          | 9                        | OT：Randy Crawford（页面存档备份，存于） ~ I've Never Been To Me                         |
| 冬日浪漫                 | 自作多情                 | 4                        | 1                        |                          | 1                        |                                                                                          |
| 1993年                   |                          |                          |                          |                          |                          |                                                                                          |
| 冬日浪漫                 | 冬日浪漫                 | /                        | -                        |                          | /                        | 電影《我愛法拉利》插曲                                                                   |
| 冬日浪漫                 | 阿瑪遜河                 | /                        | -                        |                          | /                        | OT：The Triplets （页面存档备份，存于） ~ Pyramids Of Pleasure                           |
| 流言                     | 流言                     | 9                        | -                        |                          | /                        | 與林隆璇合唱                                                                             |
| 最愛                     | 自動自覺                 | 3                        | 5                        |                          | 1                        | 無綫外購劇《一杯綠茶》主題曲                                                             |
| 最愛                     | 最愛                     | 9                        | 12                       |                          | /                        | OT：柏原芳惠 ~ 最愛 同曲曲目：薰妮 ~ 汗                                                  |
| 最愛                     | 付出許多的愛情           | /                        | -                        |                          | /                        | 電視劇《九彩霸王花》主題曲                                                               |
| 新曲+精選                | 戀曲Sha La La            | 13                       | 11                       |                          | /                        | OT：山下久美子 ~ ごめんね太陽                                                            |
| 新曲+精選                | 痴心換情深               | -                        | -                        |                          | /                        | OT：林慧萍 ~ 情難枕                                                                      |
| 1994年                   |                          |                          |                          |                          |                          |                                                                                          |
| 成長                     | 感情的分禮               | 6                        | 3                        | 1                        | 1                        | OT：李碧華 ~ 永遠不相逢                                                                  |
| 成長                     | 心軟                     | 8                        | 11                       | /                        | 1                        | OT：Kayo ~ Om Natten                                                                     |
| 成長                     | 留戀                     | 26                       | -                        | /                        | /                        | OT：黃鶯鶯 ~ 寧願相信                                                                    |
| 紅葉落索的時候……         | 只等這一季               | 2                        | -                        | /                        | /                        | 叱咤903蘭茜夫人劇場之《讓我愛你一個夏天》主題曲                                          |
| 離開憂鬱的習慣           | 離開憂鬱的習慣           | 14                       | -                        | /                        | /                        |                                                                                          |
| 紅葉落索的時候……         | 假裝                     | 1                        | 1                        | /                        | 1                        |                                                                                          |
| 紅葉落索的時候……         | 紅葉落索的時候……         | 10                       | 10                       | /                        | 2                        |                                                                                          |
| 給世界多一個微笑         | 美少女戰士               | -                        | /                        | /                        | /                        | 與湯寶如、王馨平合唱 動畫《美少女戰士》港版主題曲                                        |
| 紅葉落索的時候……         | 送給季節                 | 15                       | /                        | /                        | /                        |                                                                                          |
| 1995年                   |                          |                          |                          |                          |                          |                                                                                          |
| 紅葉落索的時候……         | 思念的夜空               | 21                       | /                        | /                        | /                        |                                                                                          |
| 多一點愛戀               | 要你喜歡我               | 5                        | 3                        | 6                        | 3                        |                                                                                          |
| 多一點愛戀               | 會錯意                   | 10                       | 3                        | /                        | 3                        |                                                                                          |
| 多一點愛戀               | 知己                     | /                        | /                        | /                        | /                        | 與邰正宵合唱                                                                             |
| 情迷心竅                 | 紅顏知己                 | -                        | -                        | /                        | /                        | 電視劇《刀馬旦》主題曲                                                                   |
| 情迷心竅                 | 敏感夜                   | -                        | -                        | /                        | /                        | 電視劇《刀馬旦》插曲                                                                     |
| 1996年                   |                          |                          |                          |                          |                          |                                                                                          |
| 情迷心竅                 | 情迷心竅                 | -                        | -                        | /                        | /                        |                                                                                          |
| 熱·敏                    | C'est la Vie             | 4                        | 1                        | 1                        | 1                        |                                                                                          |
| 熱·敏                    | 為你                     | /                        | 16                       | /                        | /                        |                                                                                          |
| 熱·敏                    | 出嫁的清晨               | /                        | -                        | /                        | /                        |                                                                                          |
| 熱·敏                    | 私奔                     | /                        | -                        | /                        | /                        |                                                                                          |
| 1997年                   |                          |                          |                          |                          |                          |                                                                                          |
| 回憶從今天開始           | 男女之間                 | -                        | /                        | /                        | /                        |                                                                                          |
| 2011年                   |                          |                          |                          |                          |                          |                                                                                          |
| 盆栽                     | 盆栽                     | 2                        | 8                        | -                        | -                        |                                                                                          |
| 盆栽                     | 無雙譜                   | -                        | -                        | 5                        | -                        |                                                                                          |
| 2012年                   |                          |                          |                          |                          |                          |                                                                                          |
| 畫意                     | 長痛不如短痛             | -                        | -                        | 5                        | 5                        | 與黃凱芹合唱                                                                             |
| 2014年                   |                          |                          |                          |                          |                          |                                                                                          |
| HIM                      | 咖啡在等一個人           | 16                       | -                        | -                        | -                        | 電影《等一個人咖啡》歌曲                                                                 |
| HIM                      | 肋骨                     | 1                        | 5                        | 2                        | 6                        |                                                                                          |
| 2015年                   |                          |                          |                          |                          |                          |                                                                                          |
| HIM                      | 天盡頭                   | -                        | -                        | -                        | -                        |                                                                                          |
| 2020年                   |                          |                          |                          |                          |                          |                                                                                          |
|                          | 眼淚的堅強               | -                        | -                        | -                        | -                        | ViuTV電視劇《熟女強人》主題曲 Chill Club推介榜：8                                        |

| 903 | RTHK | 997 | TVB | 備註              |
| 2   | 5    | 2   | 3   | 四台冠軍歌總數：0 |

## 歌曲
| 年份   | 歌名           | 作曲                                   | 填詞    | 收錄                      | 註備                                          |
| 1990年 | 一點情狂       | 濱田金吾                               | 陳海琪  | 《情迷》                  | 與阮兆祥合唱                                  |
| 1991年 | 情未了         | 黃凱芹                                 | 黃凱芹  | 《妳最喜歡的歌》          | 與黃凱芹合唱                                  |
| 1991年 | 真愛在明天     | 黎沸揮                                 | 向雪懷  | 《A Long & Lasting Love》 | 與黎明合唱                                    |
| 1992年 | 萬千寵愛在一身 | 五十嵐浩晃                             | 向雪懷  | 《紅日》                  | 與李克勤合唱                                  |
| 1992年 | 流言           | 林隆璇                                 | 黃桂蘭  | 《流言》                  | 與林隆璇合唱                                  |
| 1993年 | 留住秋色       | 顧嘉煇                                 | 簡寧    | 《最愛》                  | 與张学友合唱 電視劇《如來神掌再戰江湖》插曲   |
| 1994年 | 愛到最後       | 林志美 Peter Kam                       | 簡寧    | 《成長》                  | 與黎明合唱                                    |
| 1994年 | 走在大街的女子 | 陳耀川                                 | 張方露  | 《我始終愛你》            | 與陳耀川合唱                                  |
| 1994年 | 美少女戰士     | 黃尚偉                                 | 向雪懷  | 《給世界多一個微笑》      | 與湯寶如、王馨平合唱 動畫《美少女戰士》主題曲 |
| 1994年 | 知己（國）     | 邰正宵                                 | Michael | 《知己知彼》              | 與邰正宵合唱                                  |
| 1994年 | 知己（粵）     | 邰正宵                                 | 簡寧    | 《多一點愛戀》            | 與邰正宵合唱                                  |
| 1994年 | 仰慕           | 黃明洲                                 | 黃桂蘭  | 《知己知彼》              | 與陳立強合唱                                  |
| 1995年 | 男人心         | Benny Andersson Tim Rice Bjorn Ulvaeus | 林夕    | 《多一點愛戀》            | 與關淑怡合唱                                  |
| 1995年 | 現在擁抱我     | Yoshiki                                | 白鳥瞳  | 《處處留情》              | 與吉田榮作合唱                                |
| 2012年 | 長痛不如短痛   | 黃凱芹                                 | 黃凱芹  | 《畫意》                  | 與黃凱芹合唱                                  |

| 年份   | 歌名         | 作曲              | 填詞   | 收錄                     | 註備                           |
| 1988年 | 大話西遊     |                   |        |                          |                                |
| 1988年 | 給我一千年   |                   |        |                          | 香港電台六十周年紀念歌曲       |
| 1988年 |              |                   |        | 香港電台太陽計劃主題曲   |                                |
| 1991年 | 滔滔千里心   | Simon & Garfunkel | 周禮茂 |                          | 演藝界支持華東水災大行動主題曲 |
| 1995年 | 用盡一生的愛 | 楊明煌            | 林美杏 | 一生的愛：楊明煌製作精選 | 原唱為張克帆                   |

## 影音

### 影音專輯
- 擁抱真情
- 周慧敏最愛MTV卡拉OK
- 周慧敏為你MTV卡拉OK珍藏版

### 音樂錄影帶
| 年份   | 歌曲                            | 導演             |
| 1988年 | 《台下女主角》                  |                  |
| 1988年 | 《台下女主角》（TVB版本）       |                  |
| 1994年 | 《紅葉落索的時候……》            |                  |
| 1994年 | 《紅葉落索的時候……》（TVB版本） |                  |
| 1994年 | 《假裝》                        |                  |
| 1994年 | 《假裝》（TVB版本）             | 曾憲宗           |
| 1995年 | 《會錯意》                      |                  |
| 1995年 | 《會錯意》（TVB版本）           | 潘麗貞           |
| 1995年 | 《紅顏知己》                    | Kay Wong／林華全 |
| 1995年 | 《保護》                        |                  |
| 1995年 | 《處處留情》                    |                  |
| 1996年 | 《私奔》                        |                  |
| 1996年 | 《出嫁的清晨》                  | Kay Wong／林華全 |
| 1996年 | 《C'est la Vie》                | Kay Wong／林華全 |
| 1996年 | 《C'est la Vie》（TVB版本）     | 韋嘉華           |
| 1996年 | 《為你》                        | Kay Wong／林華全 |
| 1996年 | 《為你》（TVB版本）             |                  |
| 1996年 | 《你對我是認真的嗎》            |                  |
| 1996年 | 《時間》                        |                  |
| 2011年 | 《盆栽》                        | 莊少榮           |
| 2011年 | 《無雙譜》                      | 莊少榮           |
| 2011年 | 《有您美麗太多》                | 莊少榮           |
| 2011年 | 《放下的力量》                  | 莊少榮           |
| 2012年 | 《長痛不如短痛》                | Jacky @ConceptX  |